# Ecnomiomorpha
Ecnomiomorpha là một chi bướm đêm thuộc phân họ Tortricinae của họ Tortricidae.

## Các loài
- Ecnomiomorpha aurosa Razowski & Becker, 1999
- Ecnomiomorpha aurozodion Razowski & Becker, 1999
- Ecnomiomorpha belemia Razowski & Becker, 1999
- Ecnomiomorpha caracana Razowski & Becker, 1999
- Ecnomiomorpha chrestodes Razowski & Becker, 1999
- Ecnomiomorpha nigrivelata (Walsingham, 1914)
- Ecnomiomorpha novaelimae Razowski & Becker, 1999
- Ecnomiomorpha parae Razowski & Becker, 1999
- Ecnomiomorpha rondoniae Razowski & Becker, 1999
- Ecnomiomorpha tubulifera Razowski & Becker, 1999